# Galléros mangábé

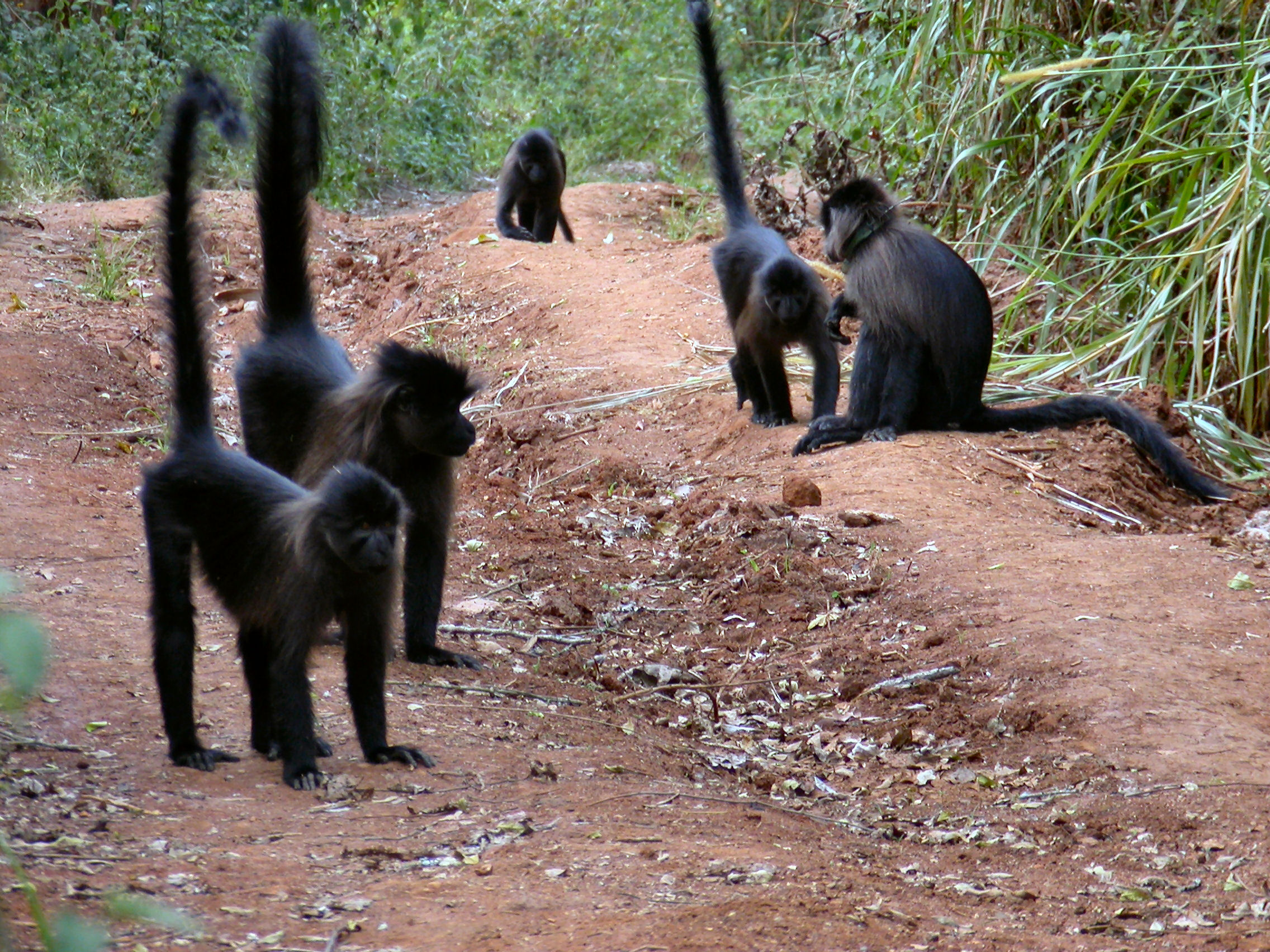
Egy galléros mangábé csapat Ugandában

A galléros mangábé (Lophocebus albigena) a cerkóffélék családjába (Cercopithecidae), azon belül pedig a cerkófmajomformák alcsaládjába (Cercopithecinae) tartozó faj.

## Elterjedése
Közép-Afrika, Nigériától és Kameruntól Uganda nyugati részéig, az esőerdők felső lombkoronaszintjében él. Mindig víz közelében tartózkodnak.

## Alfajai
- Lophocebus albigena albigena
- Lophocebus albigena johnstoni
- Lophocebus albigena osmani

## Megjelenése
Testhossza a hímeknél 55-70 centiméter, a nőstényeknél 50-60 centiméter.
A hímek jóval súlyosabbak a nőstényeknél. Míg a nőstények 4-7 kilogrammosak, a hímek akár 11 kilogrammosra is megnőhetnek.
Bundája fekete, kivéve barnás színű, hosszú szőrgallérját. Tarkóján bóbitaszerű szőrpamacs található. Hosszú, sűrű szőrrel borított farka van, melyet ha lent tartózkodik az állat a földön függőlegesen, zászlószerűen felmereszt. A hímeknek sajátos torokzacskója van.

## Életmódja
A galléros mangábék idejük jelentős részét magasan fent a lombkoronában töltik, a földre ritkán ereszkednek le. 
10-20 főből álló csoportokban élnek, melyek több hímből, sok nőstényből és azok kölykeiből állnak.
A csoporton belül az egyedek hangokkal tartják egymás között a kapcsolatot.
A csoport hímjei, főleg a legmagasabb rangú sűrűn hallatja kiáltásait. Torokzacskója hatalmasra felerősíti kiáltásait.
Kiáltására saját csapatának tagjai összegyűlnek, a más csapathoz tartozó egyedek pedig igyekeznek távolabbra kerülni. A hangjelzés ilyen módon hozzájárul, hogy a csapatok megfelelő távolságot tartsanak egymástól az esőerdőben.
A csapatok gyakran társulnak más majomfajokhoz, főleg cerkófokhoz.
Gyümölcsöket, dióféléket fogyasztanak, néha elkapnak néhány rovart is a levelek között.
Ha valamilyen erdei gyümölcs a talajon érik, akkor felhagynak óvatosságukkal és leereszkednek a földre táplálkozni.

## Szaporodása
A nőstény 175 napnyi vemhesség után egyetlen utódod hoz a világra. A kicsi felnevelésében részt szokott venni a csapat többi nősténye is. A nőstények három, a hímek csak öt vagy hétéves korukban lesznek ivarérettek.
A hímek ivarérettségük elérése után elhagyják szülőcsoportjukat, a nőstények ellenben életük végéig ott maradnak.
Fogságban elélhetnek akár 30 évig is, a szabad természetben várható élettartamuk minden bizonnyal alacsonyabb.

## Természetvédelmi helyzete
Élőhelyeinek elvesztése és a vadászat azt a fajt is érinti. Mindenesetre jelenleg kevésbé veszélyeztetett faj.

## Rokonai
A galléros mangábénak két közeli rokon faja van.
- Az üstökös mangábé (Lophocebus aterrimus), mely főleg a fején lévő felálló bóbita alapján különbözik tőle és amelyik Angola és a Kongói Demokratikus Köztársaság területén fordul elő.
- Az Opdenbosch-mangábé (Lophocebus opdenboschi), melyet korábban az üstökösmangábé alfajának tartottak. Ez a faj a Kongói Köztársaság és Cabinda területén él.

A 2005-ben felfedezett Hegyi mangábé is közeli rokona, de azt külön nembe, a Rungwecebus nembe sorolják jelenleg.
Korábban ezt a fajt a Cercocebus nembe sorolták, mint az összes mangábét. Már ott is elkülöníteték rokonaival együtt, mint különálló alnemzetséget.
Immungemetikai vizsgálatok igazolták, hogy a két csoport egymástól függetlenül vált ki a törzsfejlődés során a pávián-makákó ágból, és önállóan fejlődött tovább. 
Ez alapján elkülönítették a mangábékat két nemre, a Cercocebus és a Lophocebus nemre. 
A Cercocebus mangábék valahol a makákók és páviánok között helyezkednek el és közelebb állnak a mandrillhez és a drillhez, mint a páviánokhoz. 
Velük szemben a Lophocebus mangábék igen közeli rokonságban állnak a páviánokkal és a dzseládákkal és igen távol állnak származástanilag a Cercocebus mangábéktól.